# Microdinodes zambesinus
Microdinodes zambesinus là một loài bọ cánh cứng trong họ Elmidae. Loài này được Brancsik miêu tả khoa học năm 1914.